# Theologische Fakultät Lugano
Die Theologische Fakultät Lugano (ital. Facoltà di Teologia di Lugano FTL)  ist eine römisch-katholische philosophisch-theologische Hochschule in Lugano im  Schweizer Kanton Tessin.

## Geschichte
Die Facoltà di Teologia di Lugano wurde am 27. April 1992 per Dekret durch Eugenio Corecco, Bischof von Lugano, als Istituto Teologico di Lugano gegründet. Hintergrund war das in den siebziger Jahren nach Freiburg im Üechtland verlagerte Priesterseminar wieder im Bistum Lugano anzusiedeln. Bischof Corecco weihte zusammen mit Kardinal Zenon Grocholewski, Präfekt der Kongregation für das katholische Bildungswesen, die Hochschule ein. Am 20. November 1993 erfolgte die Umfirmierung zu Facoltà di Teologia di Lugano FTL. 2004 erfolgte die Akkreditierung der Facoltà di Teologia di Lugano.
Die Hochschule fördert die Einbindung von geistlichen Gemeinschaften in die Hochschule wie die des Neokatechumenalen Wegs, Gemeinschaft der Seligpreisungen, der Franziskanischen Fraternität von Bethanien oder der in Brasilien entstandenen Bewegung Shalom (Shalom Brasil).

## Organisation
Sitz der Hochschule war zunächst in der Via Nassa in der Altstadt. Seit 2002 befindet sich der Sitz in dem von Michele Christen geplanten neuen Campus zusammen mit der institutionell getrennten Universität der italienischen Schweiz an der Via Giacomo e Filippo Ciani an der  Cassarate, einem Fluss durch Lugano.
Rektor ist seit Februar 2015 der Kirchenhistoriker René Roux, Grosskanzler ist der Ortsbischof, zur Zeit Valerio Lazzeri.
Die Hochschule bietet die Fachrichtungen Katholische Theologie und Philosophie sowie Kanonisches Recht mit Bachelor, Master und Doktoratsstudien an. Das Institut für Kanonisches Recht und Vergleichendes Religionsrecht (DiReCom; Istituto internazionale di diritto canonico e diritto comparato delle religioni) bietet einen Master des Vergleichenden Religionsrechts an.

## Bekannte Dozenten
- Libero Gerosa, Kirchenrechtler, Rektor seit 2000
- Georges Cottier OP †, Theologe und Philosoph
- Manfred Hauke, Dogmatiker und Patrologe
- Markus Krienke, Theologe und Rosmini-Forscher
- Michael Kunzler †, Liturgiewissenschaftler
- Klaus Müller, Fundamentaltheologe und Religionsphilosoph
- Ludger Müller †, Kirchenrechtler
- Michael Schulz, Dogmatiker